# 하가군

하가 군 위치

하가군(일본어: 芳賀郡, はがぐん)은 일본 도치기현에 있는 군의 하나이다.
인구 56,573명, 면적 396.5km², 인구밀도 143명/km².(2025년 3월 1일, 추계인구)
이하 4정으로 구성된다.
- 마시코정(益子町)
- 모테기정(茂木町)
- 이치카이정(市貝町)
- 하가정(芳賀町)

## 군역
위의 4정 외에, 1878년 행정 구역으로 출범할 당시의 군역은 현재의 행정 구역으로 대체로 아래 구역에 해당한다.
- 모카시
- 우쓰노미야시(일부)

## 역사

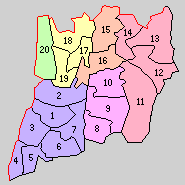
1.모카정 2.오우치촌 3.나카촌 4.나가누마촌 5.구게타정 6.모노베촌 7.야마자키촌 8.다노촌 9.마사코촌 10.나나이촌 11.사카가와촌 12.모테기정 13.나카가와촌 14.스도촌 15.고카이촌 16.이치바촌 17.우바가이촌 18.미나미타카네자와촌 19.미즈하시촌 20.기요하라촌 (보라:모카시 초록:우쓰노미야시 분홍:마시코정 빨강:모테기정 등색:이치카이정 노랑:하가정)

- 1889년(明治22年)4월 1일 - 정촌제 시행으로, 以下の町村이 발족.(3정 17촌)
  - 모카정(真岡町): 현 모카시
  - 오우치촌(大内村): 현 모카시
  - 나카촌(中村): 현 모카시
  - 나가누마촌(長沼村): 현 모카시
  - 구게타정(久下田町): 현 모카시
  - 모노베촌(物部村): 현 모카시
  - 야마자키촌(山前村): 현 모카시
  - 다노촌(田野村): 현 마시코정
  - 마사코촌(益子村): 현 마시코정
  - 나나이촌(七井村): 현 마시코정
  - 사카가와촌(逆川村): 현 모테기정
  - 모테기정(茂木町): 현 모테기정
  - 나카가와촌(中川村): 현 모테기정
  - 스도촌(須藤村): 현 모테기정
  - 고카이촌(小貝村): 현 이치카이정
  - 이치바촌(市羽村): 현 이치카이정
  - 우바가이촌(祖母井村): 현 하가정
  - 미나미타카네자와촌(南高根沢村): 현 하가정
  - 미즈하시촌(水橋村): 현 하가정
  - 기요하라촌(清原村): 현 우쓰노미야시
- 1894년 3월 1일 - 마사코촌이 정제 시행으로 마시코정(益子町)이 됨.(4정 16촌)
- 1928년 11월 1일 - 우바가이정이 정제 시행으로 우바가이정(祖母井町)이 됨.(5정 15촌)
- 1949년 4월 1일 - 기요하라촌이 가와치군 미즈호노촌의 일부를 편입.
- 1954년
  - 3월 31일(5정 10촌)
    - 모카정·오우치촌·나카촌·야마자키촌이 합병하여, 새로이 모카정이 발족.
    - 우바가이정·미나미타카네자와촌·미즈하시촌이 합병하여 하가정(芳賀町)이 발족.

  - 5월 3일(5정 7촌)
    - 구게타정·나가누마촌·모노베촌이 합병하여 니노미야정(二宮町)이 발족.
    - 이치바촌·고카이촌이 합병하여 이치카이촌(市貝村)이 발족.

  - 6월 1일 - 마시코정·다노촌·나나이촌이 합병하여, 새로이 마시코정이 발족.(5정 5촌)
  - 8월 1일 - 모테기정·사카가와촌·나카가와촌·스도촌이 합병하여, 새로이 모테기정이 발족.(5정 2촌)
  - 8월 10일 - 기요하라촌이 우쓰노미야시에 편입.(5정 1촌)
  - 10월 1일 - 모카정이 시제 시행으로 모카시(真岡市)가 되어, 군에서 이탈.(4정 1촌)
- 1972년 1월 1일 - 이치카이촌이 정제 시행으로 이치카이정(市貝町)이 됨.(5정)
- 2009년 3월 23일 - 니노미야정이 모카시에 편입.(4정)